# Heart, Mind and Soul
Heart, Mind and Soul – pierwszy japoński album studyjny południowokoreańskiej grupy TVXQ, wydany 23 marca 2006 roku przez Rhythm Zone. Ukazał się w dwóch edycjach: regularnej (CD) i limitowanej (CD+2DVD). Album osiągnął 25 pozycję w rankingu Oricon i pozostał na liście przez 54 tygodnie, sprzedał się w nakładzie ponad 56 792 egzemplarzy w Japonii i 31 366 w Korei Południowej. 

## Lista utworów
| CD  | CD                                         | CD                              | CD                                | CD      |
| Nr  | Tytuł utworu                               | Tekst                           | Muzyka                            | Długość |
| --- | ------------------------------------------ | ------------------------------- | --------------------------------- | ------- |
| 1.  | „Introlude”                                |                                 | Yasuski Fukuyama                  | 0:43    |
| 2.  | „Kotoba wa iranai” (jap. 言葉はいらない)   | Jun Tatsutano                   | Masaya Wada                       | 4:35    |
| 3.  | „Asu wa kuru kara” (jap. 明日は来るから)   | Takeshi Seno, Mai Osanai        | Takeshi Seno, K-Muto              | 5:12    |
| 4.  | „Somebody To Love”                         | Yoshimitsu Sawamoto, Mai Osanai | Kei Haneoka, Daisuke Imai         | 4:52    |
| 5.  | „My Destiny”                               | Mai Osanai                      | Akihisa Matsuura, Maestro-T       | 5:12    |
| 6.  | „HUG”                                      | Kenn Kato                       | Park Chang-hyun, Hitoshi Harukawa | 4:07    |
| 7.  | „Break up the shell”                       | Kenn Kato                       | H-wonder                          | 3:54    |
| 8.  | „Stay With Me Tonight”                     | Yoshimitsu Sawamoto, Mai Osanai | Kei Haneoka, Maestro-T            | 4:42    |
| 9.  | „Aisenai aishitai” (jap. 愛せない愛したい) | Jun Tatsutano                   | Yoshihiro Toyoshima, Maestro-T    | 5:51    |
| 10. | „One”                                      | Jam, Kenzie                     | Kenzie                            | 4:04    |
| 11. | „Rising Sun”                               | Yoo Young-jin, m.c.A・T         | Yoo Young-jin                     | 4:42    |
| 12. | „Eternal”                                  | Ryoji Sonoda                    | Kosuke Morimoto, Jin Nakamura     | 4:36    |
| 13. | „Heart, Mind and Soul”                     | Mai Osanai, S.O.S.              | S.O.S.                            | 5:11    |